# Хатояма (посёлок)
Хатояма (яп. 鳩山町 Хатояма-мати) — посёлок в Японии, находящийся в уезде Хики префектуры Сайтама. Площадь посёлка составляет 25,71 км², население — 14 396 человек (1 августа 2014), плотность населения — 559,94 чел./км².

## Географическое положение
Посёлок расположен на острове Хонсю в префектуре Сайтама региона Канто. С ним граничат города Хигасимацуяма, Сакадо и посёлки Рандзан, Токигава, Огосе, Морояма.

## Население
Население посёлка составляет 14 396 человек (1 августа 2014), а плотность — 559,94 чел./км². Изменение численности населения с 1980 по 2005 годы:
| 1980 | 10 301 чел. |  |
| 1985 | 13 931 чел. |  |
| 1990 | 16 812 чел. |  |
| 1995 | 17 973 чел. |  |
| 2000 | 17 008 чел. |  |
| 2005 | 15 985 чел. |  |

## Символика
Деревом посёлка считается сосна густоцветная, цветком — рододендрон, птицей — голубь.